# Новосёлка (Раздольевское сельское поселение)
Новосёлка — деревня в Кольчугинском районе Владимирской области России, входит в состав Раздольевского сельского поселения.

## География
Деревня расположена в 5 км на северо-запад от центра поселения посёлка Раздолье и в 5 км на восток от райцентра города Кольчугино.

## История
В конце XIX — начале XX века деревня входила в состав Завалинской волости Покровского уезда, с 1925 года — в составе Кольчугинской волости Александровского уезда. В 1859 году в деревне числилось 38 дворов, в 1905 году — 42 двора, в 1926 году — 103 двора.
С 1929 года деревня входила в состав Ульяниховского сельсовета Кольчугинского района, с 1940 года — в составе Литвиновского сельсовета, с 2005 года — в составе Раздольевского сельского поселения.

## Население
| 1859 | 1905 | 1926 | 2002 | 2010 | 2021 |
| ---- | ---- | ---- | ---- | ---- | ---- |
| 235  | ↗313 | ↗492 | ↘156 | ↘115 | ↗167 |